# Composition de la Convention sur la Charte des droits fondamentaux
La composition de la Convention sur la Charte des droits fondamentaux de l'Union européenne est définie en décembre 1999, elle est instituée par le Conseil européen de Tampere et réunit les membres signataires de celle-ci pour le compte des institutions de l'UE.
La Convention a adopté le projet le 2 octobre 2000 ; le Conseil européen qui s'est tenu à  Biarritz les 13 et 14 octobre 2000 a donné son accord unanime sur ce projet et l'a transmis au Parlement européen et à la Commission européenne, le Parlement a donné son accord le 14 novembre 2000 et la Commission le 6 décembre 2000, au nom de leurs institutions, les présidents du Parlement européen, du Conseil et de la Commission ont signé et proclamé la Charte le 7 décembre 2000 à Nice.

## Membres de la Convention
Le Conseil européen qui s'est tenu à Cologne les 3 et 4 juin 1999 a donné mandat à une Convention d'hommes politiques rattachés aux différentes institutions européennes afin de rédiger un projet de convention, dont la composition fut décidée lors du Conseil européen de Tampere (cf. annexe des conclusions du Conseil). Cette Convention s'est constituée en décembre 1999.
Elle était constituée de :
- 15 représentants des chefs d'État et de gouvernement
- 30 représentants des Parlements nationaux
- 16 représentants du Parlement européen
- 1 représentant de la Commission européenne

La Convention était présidée par Roman Herzog, ancien Président de la République fédérale d'Allemagne et de la Cour constitutionnelle de Karlsruhe.
Le Bureau de la Convention était composé de :
- M. Pedro Bacelar de Vasconcelos et M. Guy Braibant pour les Représentants des Chefs d'État et de gouvernement
- M. Gunnar Jansson	pour les représentants des Parlements nationaux
- M. Iñigo Méndez de Vigo pour les représentants du Parlement européen
- M. António Vitorino représentant le président de la Commission

### Délégation du Parlement européen
- Íñigo Méndez de Vigo, (Espagne) PPE-DE, président de la Délégation
- Pervenche Berès, (France) PSE, vice-présidente de la Délégation
- Sylvia-Yvonne Kaufmann, (Allemagne) GUE/NGL, vice-présidente de la Délégation

| Titulaires : - Georges Berthu, (France) UEN - Jens-Peter Bonde, (Danemark) EDD - Charlotte Cederschiöld, (Suède) PPE-DE - Thierry Cornillet, (France) PPE-DE - Andrew Nicholas Duff, (Royaume-Uni) ELDR - Ingo Friedrich, (Allemagne) PPE-DE - Timothy Kirkhope, (Royaume-Uni) PPE-DE - Jo Leinen, (Allemagne) PSE - Hanja Maij-Weggen, (Pays-Bas) PPE-DE - David W. Martin, (GB) PSE - Hans-Peter Martin, (Autriche) PSE - Elena Ornella Paciotti, (Italie) PSE - Johannes Voggenhuber, (Autriche) Verts/ALE | Suppléants : - Teresa Almeida Garrett, (Portugal) PPE-DE - Ieke van den Burg, (Pays-Bas) PSE - Alima Boumedienne-Thiery, (Pays-Bas) Verts/ALE - Rocco Buttiglione, (Italie) PPE-DE - Rijk van Dam, (Pays-Bas) EDD - Jean-Maurice Dehousse, (Belgique) PSE - Pernille Frahm, (Danemark) GUE/NGL - Konstantinos Hatzidakis, (Grèce) PPE-DE - Marie-Thérèse Hermange, (France) PPE - Ulpu Iivari, (Finlande) PSE - Catherine Lalumiere, (France) PSE - Peter Michael Mombaur, (Allemagne) PPE-DE - Mauro Nobilia, (Italie) UEN - Reinhard Rack, (Autriche) PPE-DE - Graham R. Watson, (Royaume-Uni) ELDR - Phillip Whitehead, (Royaume-Uni) PSE |

### Représentants des Parlements nationaux
Les titulaires représentants les Parlements nationaux étaient :
| Titulaires : - Loukas Apostolidis (Grèce) - Maria Eduarda Azevedo (Portugal) - José Barros Moura (Portugal) - Simone Beissel (Luxembourg) - Anna Benaki-Psarouda (Grèce) - Lord Bowness (Royaume-Uni) - Tuija Brax (Finlande) - Gabriel Cisneros (Espagne) - Karel de Gucht (Belgique) - Bernard Durkan (Irlande) - Caspar Einem (Autriche) - Ben Fayot (Luxembourg) - Jürgen Gnauck (Allemagne) - Wyn Griffiths (Royaume-Uni) - Hubert Haenel (France) | - Ernst Hirsch Ballin (Pays-Bas) - Gunnar Jansson (Finlande) - Claus Larsen Jensen (Danemark) - Roger Lallemand (Belgique) - François Loncle (France) - Göran Magnusson (Suède) - Andrea Manzella (Italie) - Piero Melograni (Italie) - Jürgen Meyer (Allemagne) - Desmond O'Malley(Irlande) - Harald Ofner(Autriche) - Michiel Patijn (Pays-Bas) - Jordi Solé Tura(Espagne) - Lars F. Tobisson(Suède) - Ulla Tørnaes (Danemark) |

Les suppléants représentants les Parlements nationaux étaient :
| Suppléants : - Peter Altmaier (Allemagne) - Nicole Ameline (France) - Furio Bosello (Italie) - Willi Brauneder (Autriche) - David Chidgey (Royaume-Uni) - Pia Christmas-Møller (Danemark) - Alicia de Castro Masaveu (Espagne) - Marie-Madeleine Dieulangard (France) - Fred Erdman (Belgique) - Knud Erik Hansen (Danemark) - Michael Holoubek (Autriche) | - Baronne Howells of St. Davids (Royaume-Uni) - Erik Jurgens (Pays-Bas) - Kenneth Kvist (Suède) - Johannes Leppânen (Finlande) - Paschal Mooney (Irlande) - Jacky Morael (Belgique) - Gerritjan van Oven (Pays-Bas) - Riitaa Prusti (Finlande) - Ingvar Svensson (Suède) - Madeleine Taylor Quinn (Irlande) - Maria Pia Valetto Bitelli (Italie) - Wolf Weber (Allemagne) |

### Représentants personnels des chefs d'État ou de gouvernements des États membres
| Titulaires : - Roman Herzog (Allemagne), président de la Convention - Pedro Bacelar de Vasconcellos (Portugal) - Guy Braibant (France) - Jean-Luc Dehaene (Belgique) - Lord Glodsmith QC (Royaume-Uni) - Frits Korthals Altes (Pays-Bas) - Paul-Henri Meyers (Luxembourg) - Heinrich Neisser (Autriche) - Paavo Nikula (Finlande) - Michael O'Kennedy (Irlande) - Erling Olsen (Danemark) - George Padadimitriou (Grèce) - Stefano Rodotà (Italie) - Alvaro Roriguez-Bereijo (Espagne) - Daniel Tarschys (Suède) | Suppléants : - Bernard Bot (Pays-Bas) - Erik Derycke (Belgique) - Miguel de Serpa Soares (Portugal) - Harald Dossi (Autriche) - Jacqueline Dutheil de la Rochère (France) - Martin Eaton (Royaume-Uni) - Mahon Hayes (Irlande) - Tyge Lehmann (Danemark) - Lars Magnuscon (Suède) - Holger Rotkirch (Finlande) - Francisco Sans Gandasegui (Espagne) |

### Représentants de la Commission
- Titulaire : António Vitorino, (commissaire)
- Suppléant : David O'Sullivan, (secrétaire général)

### Observateurs

#### Cour de justice des Communautés européennes
- Siegbert Alber (avocat général)
- Vassilios Skouris (juge)

#### Comité des Régions
- Albert Bore
- Claude du Granrut

#### Comité économique et social
- Anne-Marie Sigmund
- Roger Briesch
- Renate Hornung-Draus

#### Médiateur européen
- Jacob Södermann

#### Conseil de l'Europe
- Titulaires :
  - Marc Fischbach, (juge)
  - Hans Christian Krüger, (secrétaire général adjoint)

- Suppléants
  - Alexander Bartling
  - Johan Callewaert